# Stadion Miejski w Szczecinie

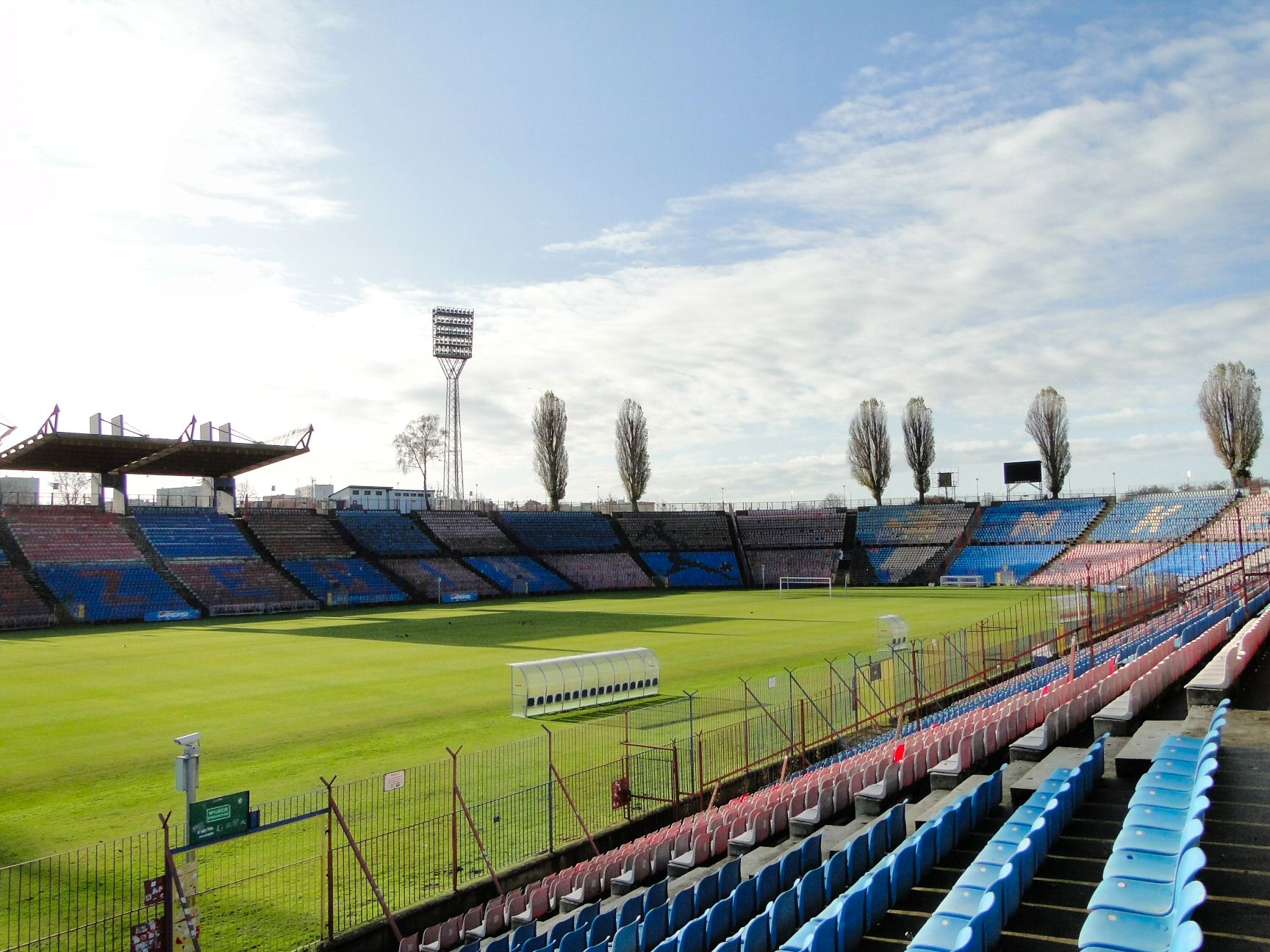
Stadion przed przebudową rozpoczętą w roku 2019

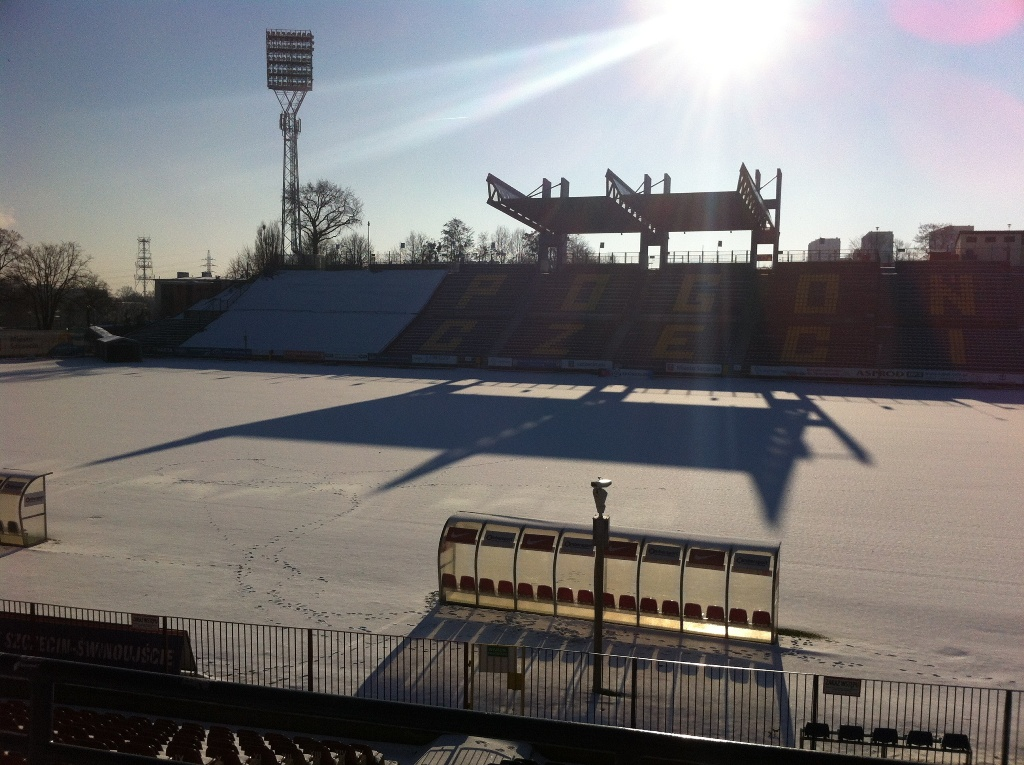
Płyta boiska i dawna trybuna południowa zimą

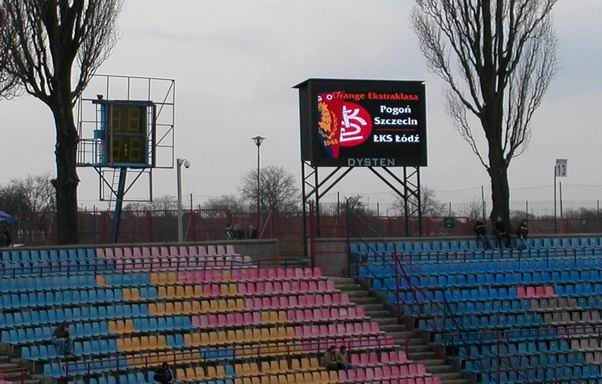
Dawna trybuna zachodnia (łukowa) z dwiema tablicami wyników

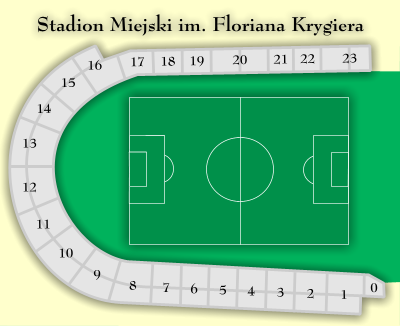
Plan sektorów Stadionu Miejskiego w Szczecinie przed przebudową

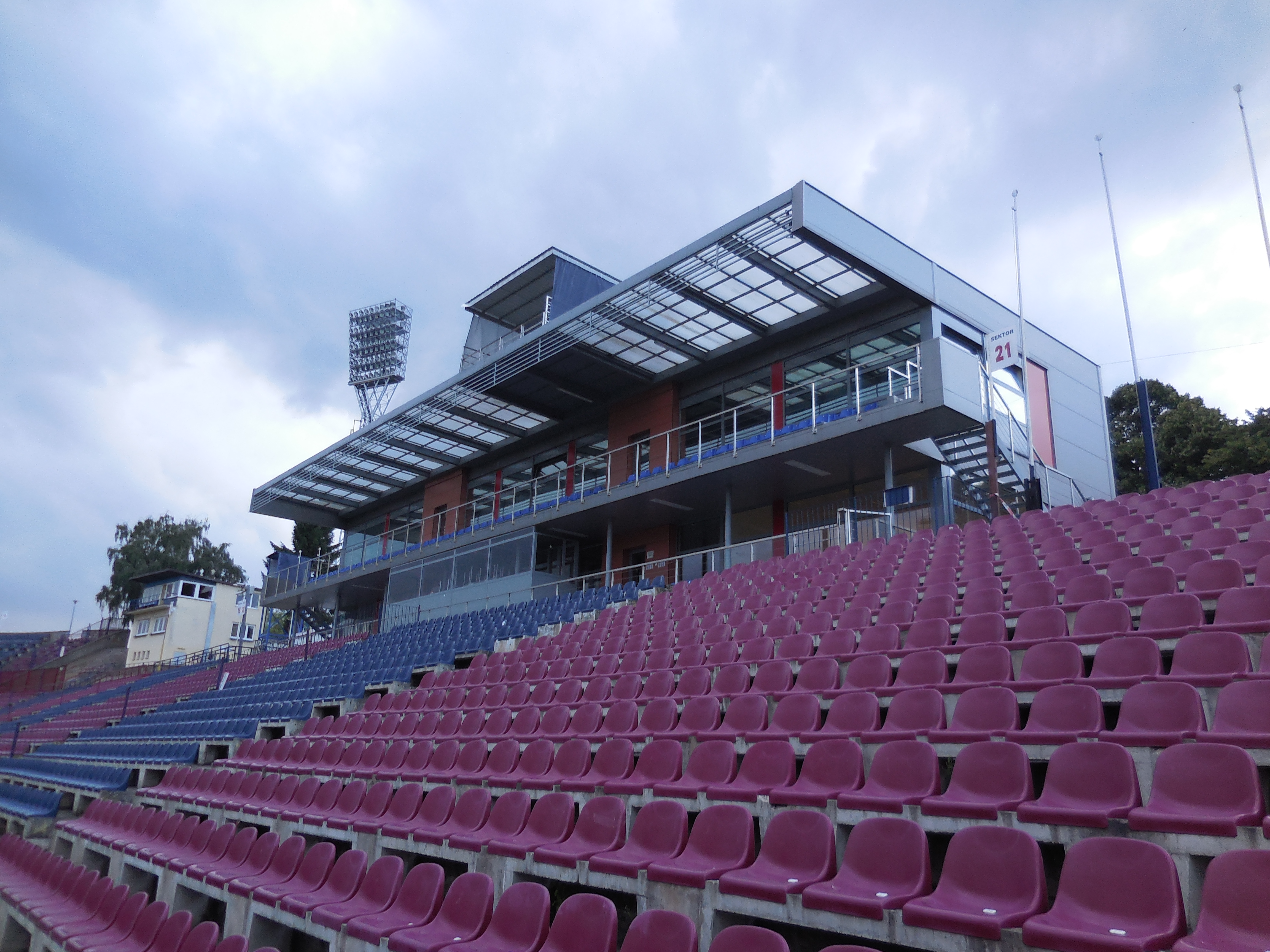
Budynek prasowy nad trybuną północną (przed przebudową), za nią stary budynek obsługi stadionu.

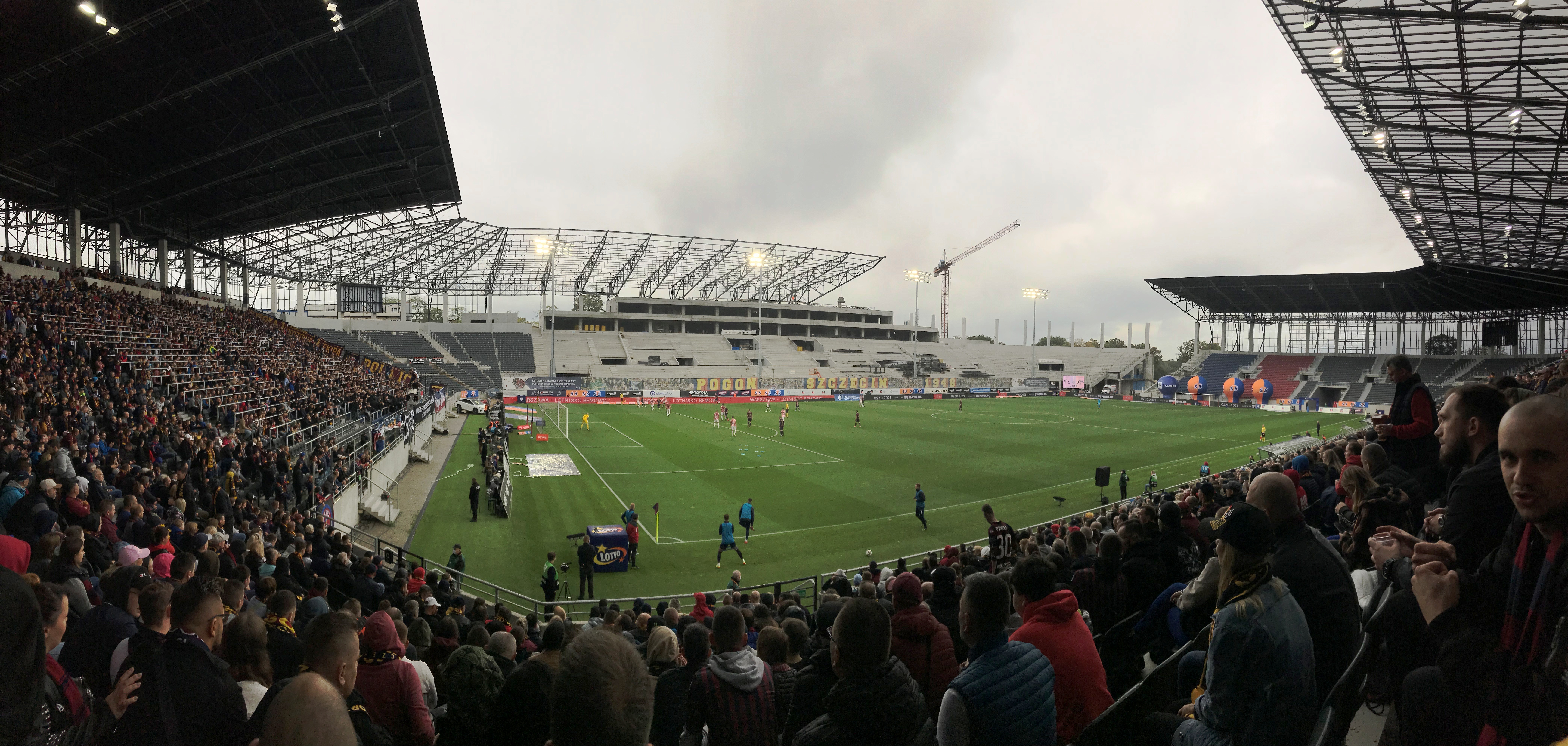
Przebudowa Stadionu Miejskiego w Szczecinie – stan na wrzesień 2021

Stadion Miejski im. Floriana Krygiera – stadion piłkarski w Szczecinie, w dzielnicy Zachód na osiedlu Pogodno przy ul. Karłowicza 28 (główne wejście od ul. Kazimierza Twardowskiego). Od 26 lipca 2004 nosi imię Floriana Krygiera. Obiekt zlokalizowany jest blisko centrum Szczecina; dojazd głównie tramwajami linii 5 i 7 (przystanek przy ul. Adama Mickiewicza), a także autobusami linii 67, 75 oraz 86 (przystanki przy ul. Traugutta/Poniatowskiego na Pogodnie lub przy ul. Santockiej na os. Przyjaźni/os. Kaliny). Do 2002 r. możliwy był także dojazd koleją (przystanek PKP „Szczecin Pogodno” – obecnie wykorzystywany sporadycznie, jedynie jako przystanek końcowy pociągów specjalnych). Od 2023 roku stadion posiada 4. (najwyższą) kategorię w klasyfikacji UEFA, Od sezonu 2024/2025 dla Świtu Szczecin pełni jako tymczasowy obiekt do momentu spełnienia stadionu Świtu przy ul. Stołczyńskiej wymogów PZPN i UEFA.
Od lat 50 XX w. do 1989 r. stadion był własnością klubu MKS Pogoń Szczecin. Obecnie należy do Miasta Szczecin, a zarządza nim Miejski Ośrodek Sportu, Rekreacji i Rehabilitacji (MOSRiR). Do początku 2007 r. był największym obiektem, na którym rozgrywano mecze ekstraklasy. Jego szczególną cechą było to, że nigdy nie było na nim powszechnych niegdyś na stadionach miejsc stojących, przed wprowadzeniem obowiązku montażu krzesełek całe trybuny wyposażone były w ławki. Najzagorzalsi kibice szczecińskiej drużyny zwykli zasiadać w sektorach 11. i 12., które zwą Piekiełkiem lub Młynem. Cały stadion ma wśród kibiców przydomek Paprikana (połączenie nazwy słynnego stadionu Maracana w Rio de Janeiro z powszechnie kojarzonym produktem żywieniowym, symbolem miasta, powstałym w PRL, konserwą Paprykarz szczeciński). Sektor nr 23 przeznaczony był dla kibiców drużyny gości, sektor nr 20 – dla gości honorowych, sektory rodzinne to nr 17-18.
Stadion zbudowany był na terenie dawnej kopalni żwiru utworzonej na dość stromym zboczu. Boisko znajdowało się na dnie wyrobiska, a trybuny na jego ścianach, w związku z czym wokół korony stadionu był płaski teren. Trybuna południowa (sektory 1 – 8) oraz zachodnia (łukowa, sektory 9 – 15) były wysokie, natomiast trybuna północna (sektory 16 – 23) o połowę niższa. Nad tą trybuną wybudowano w roku 2010 budynek prasowy. Trybuny miały kształt lekko rozchylonej podkowy, otwartej od strony ul. Twardowskiego, na wprost głównego wejścia.

## Podstawowe dane przed przebudową
Trybuny boiska głównego miały pojemność 18027 miejsc siedzących (krzesełek). Sektor gościnny obejmował 1000 miejsc, a zadaszenie 1572 miejsca. Boisko posiadało wymiary 105 × 68 m i oświetlenie o natężeniu 2300 luksów. Przy stadionie znajdował się parking na 700 pojazdów.

## Historia stadionu

### Kalendarium
- 1914 – rękoma rosyjskich jeńców pierwszowojennych nieczynną żwirownię przeistoczono w plac do gry w piłkę nożną
- 1925 – oddano do użytku stadion miejski z pełnowymiarową płytą główną boiska, dookoła płyty powstała 400-metrowa bieżnia a trybuny mogły pomieścić 15 tys. widzów. Obok boiska zbudowano m.in. szatnie dla zawodników, trzy korty tenisowe i plac zabaw dla dzieci. Obiekt nosił wówczas nazwę Rühl Kampfbahn dla upamiętnienia prof. dr. Hugo Rühla (1845–1922), a użytkowany był przez klub Stettiner Turn Verein.
- 1944–1945 – na terenie stadionu znajdował się punkt obrony przeciwlotniczej
- 1949 – rozpoczęto odbudowę obiektu po zniszczeniach drugowojennych
- 1955 – zamontowano oświetlenie o natężeniu 700 luksów – inauguracja 31 października w meczu towarzyskim z I-ligowym Kolejarzem Poznań (2:4)
- 1959, 15 marca – pierwszy mecz ekstraklasy na stadionie, Pogoń Szczecin – Gwardia Warszawa 0:1
- 1963, 4 września – padł przez wiele lat rekordowy wynik w historii meczów reprezentacji Polski[4]. W swoim pierwszym meczu na szczecińskim stadionie Polska pokonała Norwegię 9:0 (3:0), w reprezentacji Polski zadebiutował najmłodszy piłkarz Włodzimierz Lubański; rekord wyniku utrzymał się do 1 kwietnia 2009 r. (zwycięstwo 10:0 z San Marino w Kielcach)[5]
- 1965 w dniach od 13 do 15 sierpnia odbyły się na stadionie Mistrzostwa Polski Seniorów w Lekkoatletyce 1965
- 1967, 2–3 sierpnia – mecz lekkoatletyczny Polska – Wielka Brytania, wygrany przez Polskę[6][7]
- 1974, 12 maja – na stadionie zlokalizowano metę VI etapu Wyścigu Pokoju. Etap wygrał Stanisław Szozda po dyskwalifikacji Rosjanina Walerija Lichaczowa, który jako pierwszy przejechał linię mety, ale zajechał Szoździe drogę; znane stało się zachowanie reportera Telewizji Polskiej, który podczas transmisji na żywo przeraził się ostrej wypowiedzi Szozdy o radzieckim kolarzu i przerwał wywiad[8]
- 1984, 13 maja – mecz ekstraklasy Pogoń Szczecin – Szombierki Bytom 8:1, najwyższe zwycięstwo Pogoni w ekstraklasie
- 1989 – obiekt został własnością Miasta Szczecin, przejęcie od będącego w kłopotach finansowych MKS Pogoń Szczecin
- 1995 – jako pierwszy w Polsce stadion posiada trybuny 100% krzesełkowe
- 2001, 19 listopada – oddano do użytku zmodernizowane oświetlenie płyty głównej (z 700 lx do 2300 lx) wówczas najlepsze w Polsce
- 2003, 19 marca – rozegrano pierwsze spotkanie z zadaszoną częścią „wysokiej trybuny” (4. i 5. sektor, łącznie ok. 1500 miejsc)
- 2003, 26 kwietnia – mecz ekstraklasy Pogoń Szczecin – Odra Wodzisław Śląski 1:7, najwyższa porażka Pogoni w ekstraklasie na własnym stadionie[9]
- 2004, 26 lipca – na sesji Rady Miasta Szczecin radni jednogłośnie przyjęli Uchwałę o nadaniu stadionowi imienia Floriana Krygiera[10]
- 2005, 29 maja – w 32 sekundzie meczu Polska – Albania Maciej Żurawski został autorem najszybciej strzelonej bramki w polskiej reprezentacji; rekord utrzymał się do 1 kwietnia 2009 r., kiedy Rafał Boguski strzelił gola w 23 sekundzie meczu z San Marino w Kielcach (10:0)[5]
- 2005, 29 listopada – 2006, 9 marca – wykonano podgrzewaną murawę głównej płyty boiska
- 2006, 6 czerwca – zakończono I etap instalacji systemu monitorowania stadionu obejmującego widownię oraz płytę boiska; zainstalowano 11 z ok. 100 przewidzianych projektem kamer
- 2006, 8 grudnia – 2007, 9 stycznia zamontowano nowoczesny telebim producenta Dysten o rozmiarach 6 × 3 m i powierzchni tablicy świetlnej 16,6 m²; inauguracja systemu miała miejsce 3 marca 2007 w meczu 16. kolejki ekstraklasy przeciwko Łódzkiemu Klubowi Sportowemu
- 2009 – przebudowano budynek szatni i tunel wyjściowy na płytę stadionu
- 2009–2010 – na trybunie północnej powstał budynek dla prasy i gości VIP
- 2019, 10 marca – ostatni mecz piłkarski przed przebudową obiektu, Pogoń Szczecin – Zagłębie Lubin 0:3[11][12]
- listopad 2020 – rozbiórka ostatniego fragmentu starych trybun i starych masztów oświetleniowych
- 2021, 5 października – zakończenie podstawowych prac budowlanych przy ostatniej, północnej trybunie (stan surowy, zawieszenie wiechy)[13].
- 2022, 11 września – otwarcie większości nowych trybun (oprócz północnej) na mecz z Lechem Poznań (2:2), prawie 17.000 widzów na stadionie[14][15].
- 2022, 1 października – uroczyste otwarcie nowego stadionu w obecności ponad 20 tysięcy widzów, a zwycięstwo Pogoni z Lechią Gdańsk 2:1 dało Pogoni prowadzenie w ekstraklasie[16][17].

### Mecze pierwszej reprezentacji
1. 4 września 1963: Polska – Norwegia 9:0 (3:0), towarzyski; Szołtysik 2, Faber 2, Lubański, Gałeczka, Blaut, Bazan 2.
2. 24 października 1965: Polska – Finlandia 7:0 (6:0), eliminacje MŚ'66; Lubański 4, Pol, Sadek 2.
3. 2 października 1966: Polska – Luksemburg 4:0 (0:0), eliminacje ME'68; Jarosik, Liberda, Grzegorczyk, Sadek.
4. 20 października 1968: Polska – NRD 1:1 (1:0), towarzyski; Gadocha.
5. 22 lipca 1970: Polska – Irak 2:0 (0:0), towarzyski; Szołtysik, Banaś.
6. 21 sierpnia 2002: Polska – Belgia 1:1 (0:0), towarzyski; Żurawski.
7. 29 maja 2004: Polska – Grecja 1:0 (1:0), towarzyski; Kapsis (samobójcza).
8. 29 maja 2005: Polska – Albania 1:0 (1:0) towarzyski; Żurawski.
9. 11 sierpnia 2010: Polska – Kamerun 0:3 (0:1), towarzyski.

### Mecze pozostałych reprezentacji kraju
- 26 kwietnia 1972 Polska[18] – Hiszpania ol. 2:0 (1:0), eliminacje IO '72; Maszczyk 2.
- 4 kwietnia 1984: Polska ol. – NRD ol. 2:1 (1:0) eliminacje IO '84[19][20]: Pękala, Miłoszewicz.
- 28 października 1987: Polska ol. – Dania ol. 0:2 (0:1), eIiminacje IO '88; zweryfikowany jako walkower 2:0 dla Polski[19] (występ nieuprawnionego zawodnika Pera Frimanna)[21]
- 9 marca 1994: Polska U-21 – Portugalia U-21 1:3 (1:0) (ćwierćfinał ME U-21); Roman Dąbrowski
- 11 września 2013: Polska U-20 – Włochy U-20 0:3 (0:2), towarzyski (Turniej Czterech Narodów).
- 18 listopada 2014: Polska U-20 – Niemcy U-20 0:2 (0:1), towarzyski (Turniej Czterech Narodów).
- 23 marca 2016: Polska U-20 – Włochy U-20 0:3 (0:1), towarzyski (Turniej Czterech Narodów).

Ponadto na Stadionie Miejskim w Szczecinie rozegrane zostały mecze treningowe lub okazjonalne reprezentacji:
- 1 maja 1956 pierwszej reprezentacji z reprezentacją Szczecina (8:1),
- 31 sierpnia 1958 kadry B z reprezentacją Szczecina (2:3),
- 28 września 1967 pierwszej reprezentacji z Pogonią Szczecin (2:0),
- 31 marca 1984 kadry olimpijskiej z Pogonią Szczecin (2:1, obie bramki dla kadry strzelili piłkarze Pogoni),
- 11 marca 2008 pierwszej reprezentacji z reprezentacją gwiazd zagranicznych Ekstraklasy (2:3).

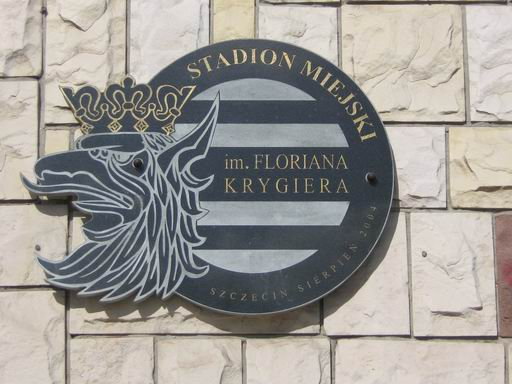
Tablica przy głównym wejściu od ul. Twardowskiego

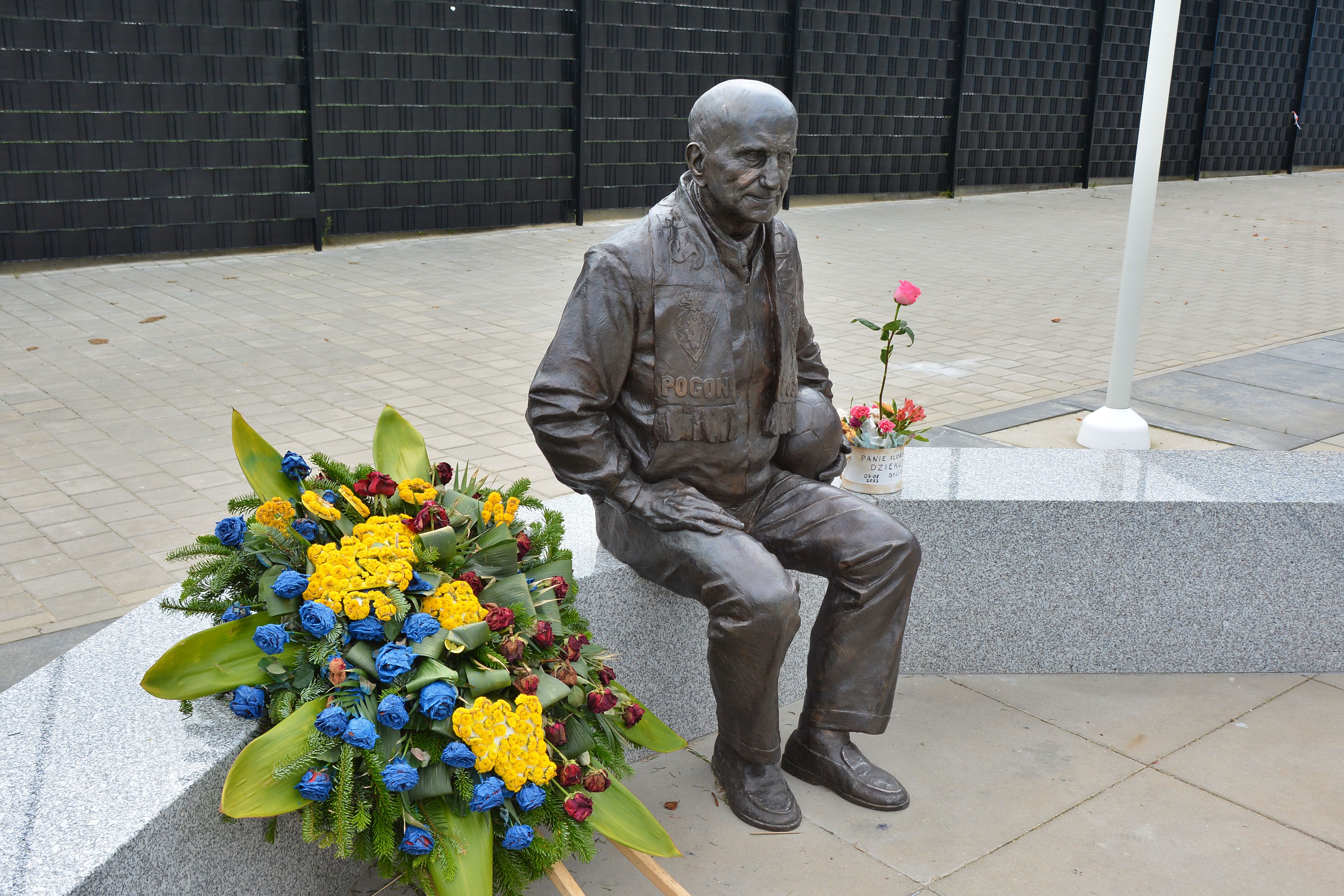
Pomnik Floriana Krygiera przy stadionie

## Przebudowa stadionu
Na tle stadionów ekstraklasy, zwłaszcza po Mistrzostwach Europy 2012, kiedy to powstało kilka nowych obiektów, Stadion Miejski w Szczecinie, od lat pozostający bez gruntownej przebudowy, stał się archaiczny. W 2015 r. powrócił temat budowy nowego obiektu, tudzież przebudowy istniejącego. Włodarze klubu i część kibiców chciała, aby miasto sfinansowało budowę nowego stadionu (proponowano lokalizację na zamierającym lotnisku sportowym w Dąbiu albo na pograniczu gminy Kołbaskowo). Natomiast ówczesny prezydent miasta – Piotr Krzystek, obstawał przy remoncie istniejącego obiektu.
Środowisko kibiców Pogoni Szczecin nie zgadzało się z projektem przebudowy istniejącego obiektu zaproponowanego przez miasto między innymi dlatego, że zakładał on remont obiektu z pozostawieniem na nim trzech trybun, bez budowy czwartej, zamykającej stadion dookoła. Taki projekt przedstawiało miasto i początkowo również projektanci. W sprawę włączył się, prowadząc mediacje, Prezes PZPN – Zbigniew Boniek. Ostatecznie w 2016 r. przedstawiono wstępny projekt stadionu z czterema trybunami, z dodaniem wschodniej. Zyskał on ogólną akceptację.
W styczniu 2019 r. Rada Miasta Szczecin wprowadziła budowę nowego stadionu do budżetu. W marcu 2019 r. podpisano umowę i natychmiast rozpoczęto przebudowę, określaną właściwie jako budowa nowego stadionu w starym miejscu.
Prace rozpoczęto od całkowitego rozebrania wysokiej, południowej trybuny oraz części trybuny zachodniej. W lipcu 2019 r. zapadła nagła decyzja o rozbiórce trybuny zachodniej od razu w całości, do sektora 15 włącznie i została ona zrealizowana. Miało to na celu przyspieszenie budowy nowych trybun na miejscu starych (dawało szansę ich ukończenia przed rozpoczęciem kolejnego sezonu ekstraklasy). Założenie jest takie, że dopiero po ich zbudowaniu nastąpi rozbiórka ostatniej starej trybuny. W sezonie 2019/2020 czynne więc miały być tylko północne sektory (16–23), co ograniczyło czasowo pojemność stadionu do około 4200 miejsc. Podczas budowy pod rozbieranymi trybunami znajdowano niewybuchy, a pod południową wykryto dwa tunele będące niedokończonymi niemieckimi schronami.
Po ponad roku prac, w lipcu 2020 r. (na koniec przedłużonego przez pandemię COVID-19 sezonu 2019/20) gotowe były trybuny południowa i zachodnia, łącznie z montażem krzesełek, obejmujące 9433 miejsca. Nie zostały one jednak uruchomione na początku sezonu 2020/21 z uwagi na niewykończenie infrastruktury na koronie i dróg dla kibiców. Uruchomiono natomiast nowe oświetlenie płyty, ze strony południowej zamontowane pod nowym dachem, z północnej na masztach tymczasowych. Bezpośrednio po zakończeniu rozgrywek wykonano na nowo murawę wraz z instalacją podgrzewającą i zraszającą: została przesunięta o kilkanaście metrów w położenie odpowiadające nowym trybunom. 13 września 2020 r. w trzeciej kolejce sezonu rozegrano na przesuniętej murawie pierwszy mecz. W tym czasie budowano trybunę wschodnią, wcześniej nieistniejącą, która w odróżnieniu od pozostałych, zajmujących zbocza wyrobiska żwirowni powstała na płaskim terenie i budowana była w inny sposób.
W listopadzie 2020 r., gdy z powodu pandemii COVID-19 mecze i tak musiały odbywać się bez publiczności, wyłączono z użytkowania i rozebrano ostatnią starą trybunę (północną, sektory 16-23) oraz zdemontowano nieczynne już północne maszty oświetleniowe.
30 grudnia 2020 dokonano odbioru technicznego i oddano do użytkowania prawie połowę nowych trybun – trybunę południową i zachodnią wraz z położonym między nimi łukiem. Obejmowały one ponad 12 000 miejsc.
5 października 2021 r. zakończono prace budowlane przy budowie trybun (pozostały prace wykończeniowe) i zawieszono wiechę na ostatniej trybunie.
11 września 2022 r. na mecz z Lechem Poznań otwarto większość nowych trybun, oprócz północnej, pod którą wykańczano jeszcze wnętrza (szatnie i pomieszczenia klubowe), co umożliwiło obejrzenie meczu prawie 17 tysiącom kibiców. Natomiast uroczystość otwarcia stadionu, połączona z możliwością zwiedzenia nowych pomieszczeń, odbyła się 1 października 2022 r., przed meczem z Lechią Gdańsk. Oficjalnego otwarcia dokonali wiceprezesa UEFA Zbigniew Boniek, Prezydent Miasta Szczecin Piotr Krzystek i prezes Pogoni Jarosław Mroczek, mecz (przy specjalnych efektach świetlnych) obejrzało ponad 20 tysięcy widzów, a Pogoń wygrała 2:1 z Lechią Gdańsk, zdobywając wtedy prowadzenie w ekstraklasie. Pierwszego gola na nowo oddanym stadionie strzelił piłkarz Lechii Maciej Gajos.

## Podstawowe dane po przebudowie
Po przebudowie Stadion Miejski im. Floriana Krygiera w Szczecinie stał się jednym z nowoczesnych obiektów w Polsce. Mieści 21163 kibiców. Sektor gości ma 1122 miejsca. Trybuny stadionu są zadaszone. Wymiary podgrzewanego boiska to 105 × 68 m. Na stadionie znajdują się liczne punkty gastronomiczne, sklepy z klubowymi gadżetami oraz toalety. Kibice bezpiecznie mogą przechowywać swoje rzeczy w czterech depozytach. Obiekt jest przystosowany do potrzeb osób niepełnosprawnych – miejsca dla tych osób znajdują się na samym szczycie trybun w sektorach A i B. Ogólnodostępny dojazd na stadion parkingowy znajduje się od strony ulicy Witkiewicza. Całkowita liczba miejsc parkingowych to 761.
Najważniejsze dane i liczby:
- Całkowita pojemność: 21163.
- Wymiary murawy: 105 × 68 m.

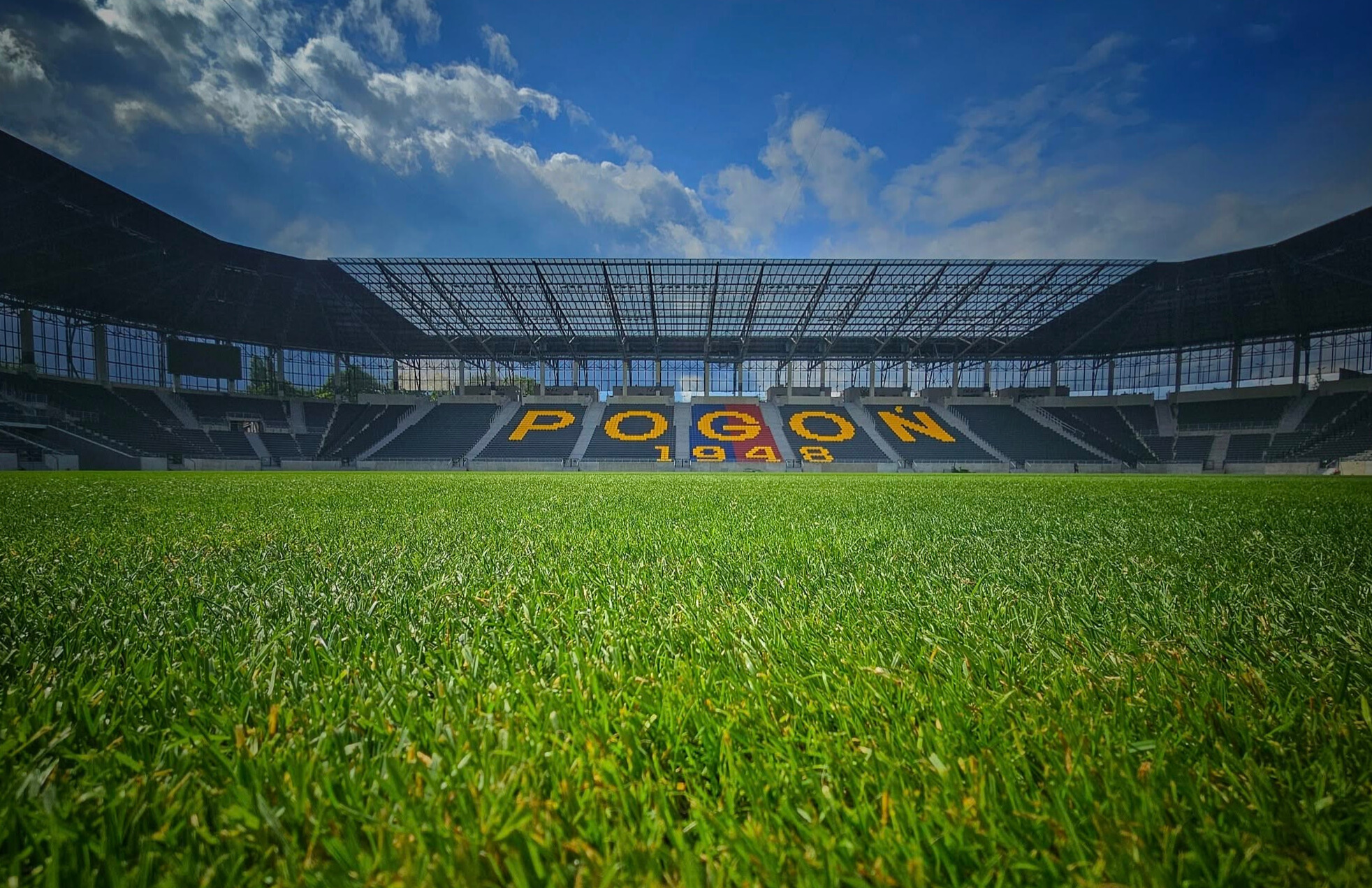
Boisko główne

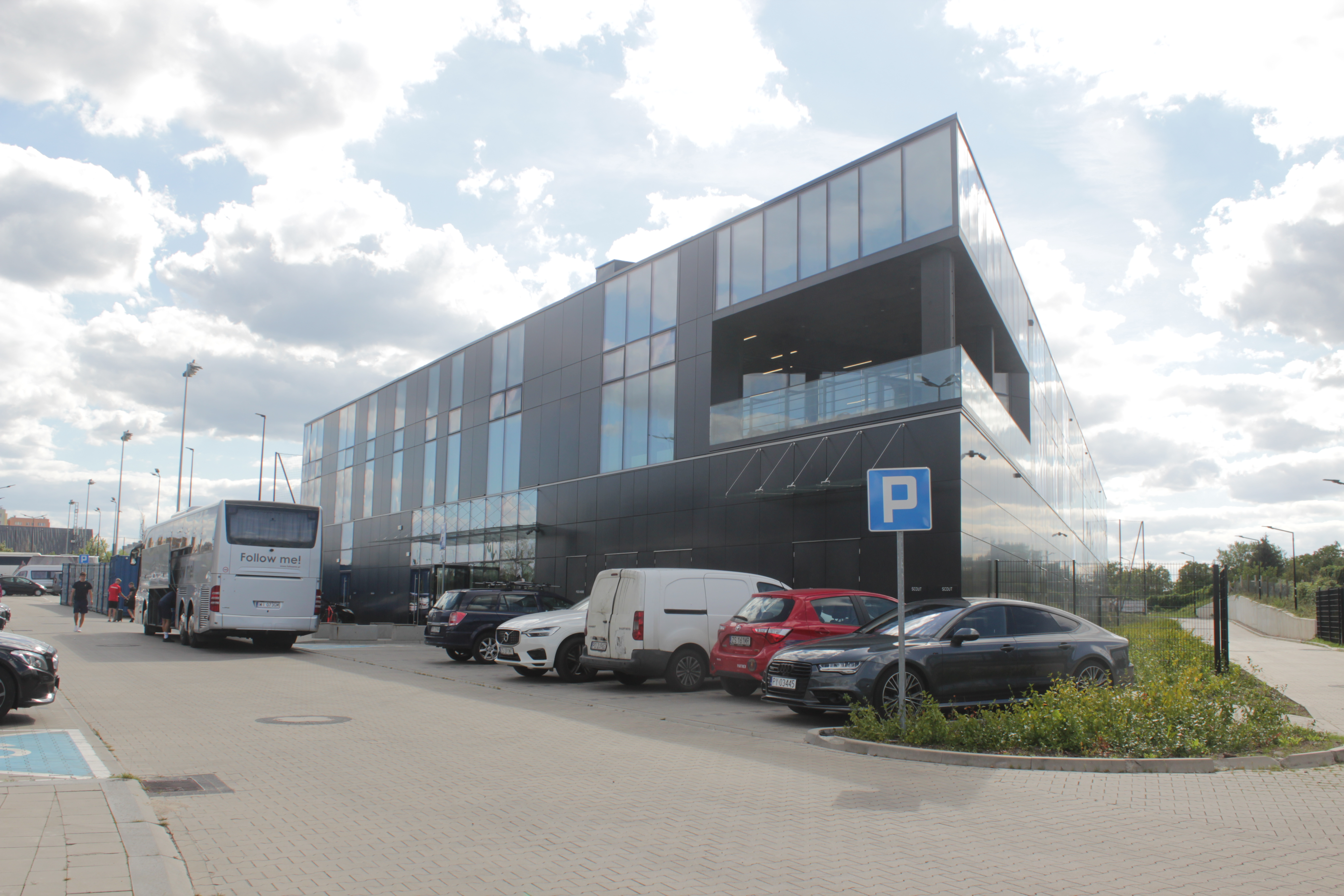
Budynek Centrum Szkolenia Dzieci i Młodzieży

- Moc oświetlenia: Wartość średnia natężenia – 1902 lx. Wartość maksymalna natężenia – 2430 lx. Wartość minimalna natężenia – 1389 lx. Równowartość Emin/Eśr – 073. Równowartość Emin/Emax – 057.
- Liczba punktów gastronomicznych: 19.
- Szerokość zadaszenia: 29 rzędów, 26,5 m.
- Wysokość do dachu: 27,83 mnp murawy.
- Powierzchnia dachu: 17638,95 m².
- Liczba miejsc dla osób niepełnosprawnych: 196 (98 miejsc dla osób niepełnosprawnych + 98 miejsc dla opiekunów).
- Liczba miejsc w sektorze gości: 1122.
- Liczba miejsc na trybunie prasowej: 108.
- Całkowita liczba miejsc parkingowych: 761.

## Centrum szkolenia dzieci i młodzieży
Wokół stadionu znajduje się kompleks boisk treningowych, na których szkolą się nie tylko zawodnicy pierwszej drużyny Pogoni Szczecin, ale także młodzi piłkarze akademii klubu. Na terenie obiektu po przebudowie powstało również nowoczesne Centrum Szkolenia Dzieci i Młodzieży. To obiekt dwukondygnacyjny o powierzchni użytkowej ponad 2500 m². Wyposażony jest w sale ćwiczeń, pomieszczenia do fizjoterapii, siłownię, salę konferencyjną, kawiarnię, świetlicę czy pomieszczenia dla administracji.